# 韓秀 (北魏)
韓秀，字白虎，昌黎郡人，北魏政治人物。宣威将軍、騎都尉韓昞之子。
祖父韩宰，前燕慕容儁谒者仆射。韓秀历任官吏，累進尚書郎，封遂昌子，拜广武将军。魏文成帝以韓秀聪敏有口才，命他宣读皇帝旨意，并参与国政機密。文成帝行幸游猎时，韓秀随侍左右。魏献文帝即位，转任给事中，担任征南将军慕容白曜的参军事。延興年間，驻守敦煌镇在西北绝遠，朝廷商议该镇涼州。群臣議論，多有赞成，韓秀认为改镇涼州，则关中危急，表示反对，朝廷采纳韓秀的意見。太和初年，转任内侍長。后为平東将軍、青州刺史、假渔阳公。在青州数年去世。其子韓務嗣爵。